# دهستان گوهرکوه
دهستان گوهرکوه نام دهستانی در بخش گوهرکوه شهرستان تفتان، استان سیستان و بلوچستان در ایران است. براساس سرشماری مرکز آمار ایران در سال ۱۳۹۵، جمعیت آن ۵،۶۸۳ نفر بوده‌است. که یکی از بزرگان این دهستان سرکار وکیل محمد دوست ریگی است
و الان به بخش گوهرکوه تبدیل شده